# The Assassin (série télévisée)
The Assassin est une série télévisée britannique créée par Harry et Jack Williams (en), dont la diffusion est prévue en 2025 sur Prime Video.

## Distribution
- Keeley Hawes (VF : Hélène Bizot) : Julie
- Freddie Highmore (VF : Antoine Schoumsky) : Edward
- Gina Gershon (VF : Juliette Degenne) : Marie
- Shalom Brune-Franklin (VF : Esthèle Dumand) : Kayla
- Jack Davenport (VF : Jean-Pierre Michaël) : Sean
- Alan Dale (VF : Philippe Catoire) : Aaron Cross
- Gerald Kyd (en) (VF : Joël Zaffarano) : Luka
- Devon Terrell (en) (VF : Eilias Changuel) : Ezra
- Richard Dormer
- David Dencik (VF : Sacha Petronijevic) : Jasper
- Ali Fardi : Khaled